# Acanthonevra inermis
Acanthonevra inermis är en tvåvingeart som först beskrevs av Erich Martin Hering 1951.  Acanthonevra inermis ingår i släktet Acanthonevra och familjen borrflugor. Inga underarter finns listade i Catalogue of Life.